# Polygala deflorata
Polygala deflorata är en jungfrulinsväxtart som beskrevs av Chod.. Polygala deflorata ingår i släktet jungfrulinssläktet, och familjen jungfrulinsväxter. Inga underarter finns listade i Catalogue of Life.